# Balla (családnév)
A Balla régi magyar családnév. Apanév, amely a Barabás, Barnabás személynév illetve annak változatainak (Ballabás, Barlabás, Barrabás, Bollabás, Borlabás) becézőnevei rövidüléseiből alakult ki (Balla ~ Barla ~ Barra ~ Bolla ~ Borla). 2020-ban a 90. leggyakoribb családnév volt Magyarországon. 10 267 személy viselte ezt a vezetéknevet.

## Híres Balla nevű személyek

### Képzőművészet
- Balla Árpád Zoltán (1957) romániai magyar fotóművész
- Balla Demeter (1931–2017) magyar fotográfus, érdemes művész
- Balla István (1962) iparművész
- Balla Margit (1947) festő, grafikus, rendező, díszlet- és jelmeztervező
- Balla Pál (1930–2008) festő
- Balla Vivienne (1986) fotóművész, divatfotós

### Színművészet
- Balla Eszter (1980) magyar színésznő
- Balla Ica (1927–2009) magyar színésznő
- Balla Károly (1803–1881) magyar színész, szerkesztő
- Balla Lici (1911–1995) magyar színésznő
- Balla Mariska (1881–1932) magyar színésznő
- Balla Zsuzsi (1907–1964) magyar színésznő

### Politika
- Balla Aladár (1867–1935) magyar ügyvéd, politikus
- Balla Antal (1886–1953) magyar újságíró, történész és kisgazda politikus, egyetemi tanár
- Kurt Balla (1923–1955) román-származású osztrák politikus (ÖVP)
- Balla Mihály (1965) politikus, országgyűlési képviselő
- Balla Pál (1919–1957) kovács, lakatos, fakitermelő, az 1956-os forradalom gyóni eseményeinek egyik szereplője és kivégzettje

### Sport
- Balla Gyula (1927–1984) magyar nemzetközi labdarúgó-játékvezető
- Balla József (1955–2003) olimpiai ezüstérmes magyar birkózó
- Balla Károly (1909–1983) magyar nemzetközi labdarúgó-játékvezető
- Balla Mária (1944) 14-szeres magyar bajnok úszó, edző
- Mario Balla (1903–1964) olasz vízilabdázó
- Balla Mihály (1972) magyar labdarúgó
- Thomas Balla (1936) magyar-amerikai vívó
- Balla Virág (1994) magyar kenus

### Tudomány
- Balla Antal (1739–1815) magyar földmérő és vízépítő mérnök
- Balla Bálint (1928–2018) magyar-német szociológus
- Balla Borisz (1903–1992) magyar történész, író, lapszerkesztő, egyetemi tanár
- Emil Balla (1885–1956) német evangélikus teológus